# ハイウェイ・スター (曲)
「ハイウェイ・スター」（英題:Highway Star）は、イギリスのハードロック・バンド、ディープ・パープルの楽曲。通算6枚目のスタジオ・アルバム『マシン・ヘッド』（1972年）の収録曲として発表された。

## 概要
メンバーのロジャー・グローヴァーによれば、1971年に彼等がポーツマスへ向かうバスの中で、リッチー・ブラックモアがアコースティック・ギターでGのコードをおさえ、イアン・ギランが即興で歌詞を付けて、この曲が生まれたという。
アルバム『マシン・ヘッド』は1971年12月にスイスのレマン湖に臨むモントルーのモントルー・カジノのステージで、ローリング・ストーンズのモービル・ユニットを借りて録音される予定であった。しかしその直前の12月4日に、カジノがフランク・ザッパ率いるザ・マザーズ・オブ・インヴェンションのコンサートで全焼してしまったので、彼等は使用されていないホテルの廊下で録音した（詳細は『マシン・ヘッド#経緯』参照）。
本曲は「スモーク・オン・ザ・ウォーター」「紫の炎」「ブラック・ナイト」などと並ぶ、ディープ・パープルの代表曲に挙げられる。発表当時の第2期のコンサートではオープニング・ナンバーに、第3期のコンサートではアンコールでよく披露された。

## 詳細
ブラックモアとジョン・ロードは、クラシック音楽の影響を非常に強く受けていた。彼等は本曲の中盤部分でもJ.S.バッハの作品に典型的なコード進行を使用している。
ブラックモアのギター・フレーズにはギタリスト向けのテクニックが多く含まれており、本曲もハードロック、ヘヴィメタルのギター教則本に掲載されることが多い。ガーディアンは本曲が披露されているライブ盤『ライヴ・イン・ジャパン』での彼のギター・プレイを絶賛し、イントロのコードからギター・ソロまで「バッハとジミ・ヘンドリックスの融合」による新しいクラシックを創造したとの記事を掲載した。
コンサートでのキーボード・ソロとギター・ソロはほぼ即興で行われる。

## カバー
ポイント・ブランク、フェイス・ノー・モア、メタル・チャーチ、チキンフット、タイプ・オー・ネガティヴ、バックチェリー、ストライパー、布袋寅泰など、多くのロック・ミュージシャンにカバーされてきた。また、シンプソンズなどのアニメでも、この曲のカバーが部分的に収録されている。日本語直訳ロックの王様が「高速道路の星」という曲名でカバーし、メドレー「深紫伝説」に一部を組み込んだほか、アルバム『王様の恩返し』に曲全体を直訳した「高速道路の星（完全版）」を収録している。
中でも栗コーダーカルテットによるカバーは一線を画した異色なもので、ウクレレやリコーダーの音色を中心としたインストゥルメンタル曲となっている。
NHKのテレビ番組『ディープピープル』のタイトル表示の際に、2011年まで使用された。また､スズキ・ワゴンR RR-DIのCM曲にも使用されている｡